# Adam Reisewitz
Adam Reisewitz (* 29. März 1966) ist ein ehemaliger polnisch-deutscher Basketballspieler.

## Laufbahn
In Polen spielte Reisewitz Basketball in einer Schulmannschaft. Mit 15 Jahren setzte sich seine Familie, sein Vater ist ein in Deutschland geborener Musikprofessor und war Solidarność-Mitglied, nach Deutschland ab. Im Alter von 16 Jahren begann er beim TSV Schwaben Augsburg mit dem Leistungsbasketball.
Reisewitz wechselte 1987 vom Stuttgarter Verein SV Möhringen zum SV 03 Tübingen in die 2. Basketball-Bundesliga, nachdem er das Angebot ein Jahr zuvor noch abgelehnt hatte. Der 2,05 Meter große Flügelspieler stieg 1992 mit Tübingen in die Basketball-Bundesliga auf und war mit starken Leistungen erheblich an diesem Erfolg beteiligt. Er verpasste mit der Mannschaft in der Bundesliga 1992/93 aber den Klassenerhalt. Reisewitz bekam Angebote mehrerer Bundesligisten, auch von Rekordmeister Bayer Leverkusen. Der damalige deutsche Bundestrainer Svetislav Pešić lud ihn zur Nationalmannschaft ein, eine Knieverletzung verhinderte die Teilnahme. Die Verletzung setzte Reisewitz eigener Aussage nach in der Folgezeit auch psychisch zu. Er wechselte 1994 zum Bundesligisten TVG Trier, musste sich jedoch kurz nach dem Saisonauftakt einer Operation am Knie unterziehen. Der gelernte Zahntechniker ging nach Tübingen zurück und wurde in seinem Lehrberuf als Inhaber eines eigenen Betriebs tätig.